# بنجامين لنكولن روبنسون
بنجامين لنكولن روبنسون (1864-1935) (بالإنجليزية: Benjamin Lincoln Robinson)‏ هو عالم نبات أمريكي.